# James Atkinson
James Neil „Jim” Atkinson (ur. 10 stycznia 1929 w DeLand, zm. 31 lipca 2010 w Black Mountain) – amerykański bobsleista, srebrny medalista igrzysk olimpijskich i dwukrotny medalista mistrzostw świata.

## Kariera
Pierwszy sukces w karierze James Atkinson osiągnął w 1950 roku, kiedy wspólnie ze Stanleyem Benhamem, Patrickiem Martinem i Williamem D’Amico zdobył złoty medal w czwórkach podczas mistrzostw świata w Cortinie d’Ampezzo. W tej samej konkurencji Atkinson razem z Benhamem, Martinem i Garym Sheffieldem wywalczył srebrny medal na mistrzostwach świata w Alpe d'Huez w 1951 roku. Brał także udział w igrzyskach olimpijskich w Oslo w 1952 roku, gdzie reprezentacja USA w składzie: Stanley Benham, Patrick Martin, Howard Crossett i James Atkinson zdobyła kolejny srebrny medal. Był to jego jedyny start olimpijski.